# Alansmia
Alansmia, rod pravih paprati (papratnice) iz potporodice Grammitidoideae,. dio porodice Polypodiaceae, red Polypodiales. Kew ovaj rod tretira kao sinonim za Grammitis.
Rod je opisan u Brittonia 63: 238 (2011). Tipična je Alansmia lanigera (Desv.) Moguel & M. Kessler iz Kolumbije, Ekvadora i Perua.

## Vrste
1. Alansmia bradeana (Labiak) Moguel & M.Kessler
2. Alansmia canescens (A.Rojas) Moguel & M.Kessler
3. Alansmia concinna (A.R.Sm.) Moguel & M.Kessler
4. Alansmia contacta (Copel.) Moguel & M.Kessler
5. Alansmia cultrata (Bory ex Willd.) Moguel & M.Kessler
6. Alansmia dependens (Baker) Moguel & M.Kessler
7. Alansmia diaphana (Moguel & M.Kessler) Moguel & M.Kessler
8. Alansmia elastica (Bory ex Willd.) Moguel & M.Kessler
9. Alansmia heteromorpha (Hook. & Grev.) Moguel & M.Kessler
10. Alansmia immixta (Stolze) Moguel & M.Kessler
11. Alansmia kirkii (Parris) Moguel & M.Kessler
12. Alansmia lanigera (Desv.) Moguel & M.Kessler
13. Alansmia laxa (C.Presl) Moguel & M.Kessler
14. Alansmia longa (C.Chr.) Moguel & M.Kessler
15. Alansmia monosora (Moguel & M.Kessler) Moguel & M.Kessler
16. Alansmia reclinata (Brack.) Moguel & M.Kessler
17. Alansmia semilunaris (Moguel & M.Kessler) Moguel & M.Kessler
18. Alansmia senilis (Fée) Moguel & M.Kessler
19. Alansmia smithii (A.Rojas) Moguel & M.Kessler
20. Alansmia spathulata (A.R.Sm.) Moguel & M.Kessler
21. Alansmia stella (Copel.) Moguel & M.Kessler
22. Alansmia turrialbae (Christ) Moguel & M.Kessler
23. Alansmia variabilis (Mett.) Moguel & M.Kessler
24. Alansmia xanthotrichia (Klotzsch) Moguel & M.Kessler

## Sinonimi
Nema.